# Daradax robustus
Daradax robustus är en insektsart som beskrevs av Baker 1927. Daradax robustus ingår i släktet Daradax och familjen Tropiduchidae. Inga underarter finns listade i Catalogue of Life.